# Herbert Bellschan von Mildenburg
Herbert Bellschan von Mildenburg (* 24. Juni 1924 in Klagenfurt; † 25. Oktober 2022 in Paraguay) war ein österreichischer Offizier der Waffen-SS, überzeugter Nationalsozialist, späterer rechtsextremer Aktivist und Zeitzeuge. Seine lebenslange ideologische Kontinuität, öffentliche Verklärung der SS sowie internationale Vernetzung machten ihn zu einer zentralen Figur der rechtsextremen Szene in Europa.

## Biografie

### Herkunft und frühe Jahre
Bellschan entstammte dem österreichischen Landadel. Schon als Jugendlicher engagierte er sich in völkisch-nationalistischen Gruppen und wurde Mitglied der in Kärnten mit der illegalen Hitlerjugend verknüpften Wandervogelbewegung. Seine späteren Selbstinszenierungen betonten eine frühe und bewusste ideologische Hinwendung zum Nationalsozialismus.

### Kriegszeit und SS-Laufbahn
Nach dem Anschluss Österreichs 1938 trat Bellschan freiwillig der Waffen-SS bei und diente in der 6. SS-Gebirgs-Division „Nord“, die später für systematische Kriegsverbrechen und brutale Antipartisanen-Operationen in der Sowjetunion bekannt wurde. Er war als Skijäger eingesetzt, absolvierte die SS-Junkerschule Bad Tölz und diente dort als Lehroffizier. Seine Einheit wurde im Rahmen der Nürnberger Prozesse als kriminelle Organisation eingestuft. 

### Flucht und südamerikanisches Exil
Nach Kriegsende floh Bellschan aus einem US-Internierungslager bei Hallein, lebte zunächst unter falscher Identität in Wien und emigrierte 1947 nach Südamerika. In Brasilien, Argentinien und schließlich Paraguay war er als Rancher, Gold- und Erzsucher sowie Fischbauer tätig. Später veröffentlichte er seine Autobiografie Von Karelien bis Paraguay, die seine SS-Vergangenheit apologetisch verklärte und keinerlei kritische Distanz zur Ideologie erkennen lässt.

### Rechtsextreme Aktivität in Europa
Ab etwa 2012 kehrte Bellschan regelmäßig nach Europa zurück zu SS-Traditionsveranstaltungen. Er war ab 2017 Gastredner bei der neonazistischen Partei Der III. Weg in München sowie bei der Burschenschaft Normannia Jena und diversen Veranstaltungen im Rahmen von Die Rechte in Dortmund. Er war Mitglied oder ideeller Schirmherr der Kameradschaft IV sowie mehrfach bei deren Treffen in Kärnten präsent. 2016 und 2017 wurde er in Krumpendorf und Jena gefeiert und als Szenegröße hofiert.

## Ulrichsbergrede 2012
Am 16. September 2012 trat Bellschan beim umstrittenen Ulrichsbergtreffen in Kärnten entgegen öffentlicher Ankündigungen als Redner auf. Er präsentierte sich als „einfacher Heimkehrer“, verherrlichte die Waffen-SS indirekt und rief Proteste von zivilgesellschaftlichen Organisationen, Medien sowie dem österreichischen Parlament hervor. Die Folge war der Rückzug des österreichischen Bundesheeres von der Veranstaltung und ein Uniformverbot für teilnehmende Soldaten.

## Beisetzung und transnationale Vernetzung
Bellschan starb am 25. Oktober 2022. Sein Begräbnis am 12. November 2022 auf dem Zentralfriedhof Annabichl in Klagenfurt wurde als triftiger Beleg transnationaler rechtsextremer Vernetzung gewertet. Obwohl öffentlich kaum angekündigt, trafen sich Vertreter von Die Rechte, Der III. Weg, italienische Neonazis, ungarische Kameradschaften und Kreise der Kameradschaft IV zur stillen Kranzniederlegung. Ein ungarischer Kranz trug den Gruß „Valhalla“, die Familie Larisch legte einen Kranz in Farben der Reichskriegsflagge nieder. Auch online äußerten Szeneportale wie kuruc.info öffentlich Kondolenzen.